# Liga Premier de Armenia 2008
La Liga Premier de Armenia 2008 fue la decimoséptima edición de la máxima división de fútbol de Armenia. Comenzó el 6 de abril y terminó el 15 de noviembre.
El campeón fue el Pyunik, que logró su octavo título de forma consecutiva. El Dinamo Yerevan logró el ascenso pero se retiró del torneo y posteriormente se disolvió.
El 30 de abril de 2008, la Federación de Fútbol de Armenia firmó un contrato con la compañía ESTRELLA, dicha compañía se convirtió en el patrocinador de la 17.ª temporada de la Liga Premier de Armenia, y la temporada 2008 paso a llamarse ESTRELLA Liga Nacional de Fútbol. 

## Formato
Los ocho equipos participantes jugaron entre sí todos contra todos cuatro veces totalizando 28 partidos partidos cada uno, al término de la jornada 28 el primer clasificado se coronó campeón y obtuvo un cupo para la Segunda ronda de la Liga de Campeones 2009-10, el segundo clasificado obtuvo un cupo para la Segunda ronda de la Liga Europa 2009-10 y el tercero y cuarto obtuvieron un cupo para la Primera ronda de la Liga Europa 2009-10.

## Equipos
| Club      | Ciudad | Estadio                | Capacidad |
| --------- | ------ | ---------------------- | --------- |
| Ararat    | Ereván | Abovyan City Stadium   | 3.946     |
| Banants   | Ereván | Banants Stadium        | 3.600     |
| Gandzasar | Kapan  | Estadio Gandzasar      | 3.500     |
| Kilikia   | Ereván | Estadio Hrazdan        | 54.208    |
| Mika      | Ereván | Estadio Mika           | 7.250     |
| Pyunik    | Ereván | Estadio Republicano    | 14.403    |
| Shirak    | Gyumri | Gyumri City Stadium    | 2.844     |
| Ulisses   | Ereván | Estadio Kasakhi Marzik | 3.500     |

## Tabla de posiciones
| Pos. | Equipo     | Pts. | PJ | G  | E | P  | GF | GC | Dif. | Clasificación 2009–10                 |
| ---- | ---------- | ---- | -- | -- | - | -- | -- | -- | ---- | ------------------------------------- |
| 1    | Pyunik (C) | 59   | 28 | 18 | 5 | 5  | 40 | 18 | +22  | Segunda ronda de la Liga de Campeones |
| 2    | Ararat     | 59   | 28 | 18 | 5 | 5  | 48 | 23 | +25  |                                       |
| 3    | Gandzasar  | 47   | 28 | 13 | 8 | 7  | 39 | 27 | +12  | Segunda ronda de Liga Europa          |
| 4    | Mika       | 46   | 28 | 13 | 7 | 8  | 38 | 28 | +10  | Primera ronda de Liga Europa          |
| 5    | Banants    | 41   | 28 | 11 | 8 | 9  | 34 | 25 | +9   | Primera ronda de Liga Europa          |
| 6    | Shirak     | 19   | 28 | 5  | 4 | 19 | 15 | 40 | −25  |                                       |
| 7    | Ulisses    | 29   | 28 | 7  | 8 | 13 | 19 | 29 | −10  |                                       |
| 8    | Kilikia    | 11   | 28 | 2  | 5 | 21 | 21 | 64 | −43  |                                       |

Actualizado a los partidos jugados el 15 de noviembre de 2008.
 Fuente: Soccerway
Notas:
1. ↑  Ararat no pudo obtener una licencia de la UEFA, por lo tanto el cupo para la Tercera ronda de la Liga Europa paso al tercer clasificado, el cupo del tercero al cuarto y el del cuarto al quinto.

## Resultados
| Local \ Visitante | ARA | BAN | GAN | KIL | MIK | PYU | SHI | ULI |
| ----------------- | --- | --- | --- | --- | --- | --- | --- | --- |
| Ararat            | —   | 1–0 | 0–1 | 5–0 | 2–1 | 0–0 | 2–1 | 3–1 |
| Banants           | 3–0 | —   | 1–1 | 4–2 | 0–1 | 0–1 | 2–0 | 1–0 |
| Gandzasar         | 2–3 | 0–0 | —   | 3–1 | 1–3 | 1–0 | 2–0 | 4–1 |
| Kilikia           | 0–1 | 1–1 | 1–2 | —   | 0–3 | 0–3 | 2–1 | 0–3 |
| Mika              | 1–1 | 1–3 | 2–1 | 1–0 | —   | 1–1 | 3–1 | 1–0 |
| Pyunik            | 1–0 | 2–0 | 1–1 | 2–0 | 1–1 | —   | 0–2 | 1–0 |
| Shirak            | 0–2 | 0–2 | 2–1 | 0–2 | 0–0 | 0–1 | —   | 0–0 |
| Ulisses           | 0–2 | 0–1 | 1–0 | 3–0 | 0–2 | 1–0 | 0–1 | —   |

| Local \ Visitante | ARA | BAN | GAN | KIL | MIK | PYU | SHI | ULI |
| ----------------- | --- | --- | --- | --- | --- | --- | --- | --- |
| Ararat            | —   | 1–0 | 2–0 | 2–2 | 4–1 | 0–1 | 2–1 | 2–0 |
| Banants           | 2–2 | —   | 0–0 | 4–1 | 2–1 | 1–4 | 3–0 | 1–1 |
| Gandzasar         | 0–0 | 1–0 | —   | 2–2 | 1–0 | 3–0 | 3–0 | 0–0 |
| Kilikia           | 1–5 | 0–1 | 1–2 | —   | 1–5 | 0–1 | 0–1 | 1–1 |
| Mika              | 3–1 | 1–1 | 1–1 | 3–1 | —   | 0–1 | 1–0 | 0–0 |
| Pyunik            | 0–1 | 1–0 | 4–1 | 3–1 | 3–0 | —   | 2–1 | 3–1 |
| Shirak            | 1–2 | 1–1 | 0–3 | 1–0 | 0–1 | 1–2 | —   | 0–0 |
| Ulisses           | 0–2 | 1–0 | 1–2 | 1–1 | 1–0 | 1–1 | 1–0 | —   |

## Play-off por el campeonato
El Pyunik y el Ararat quedaron empatados al final de las dos ruedas con 49 puntos, por lo que jugaron un partido de desempate en cancha neutral.
| Equipo 1   | Resultado | Equipo 2 |
| ---------- | --------- | -------- |
| Pyunik (C) | 2–1       | Ararat   |

## Goleadores
| Pos. | Jugador              | Club      | Goles |
| ---- | -------------------- | --------- | ----- |
| 1    | Marcos Pizzelli      | Ararat    | 17    |
| 2    | Albert Tadevosyan    | Pyunik    | 10    |
| 3    | Alexander Petrosyan  | Gandzasar | 9     |
| 4    | Narek Beglaryan      | Mika      | 8     |
| 4    | Gevorg Ghazaryan     | Pyunik    | 8     |
| 4    | Karen N. Khachatryan | Kilikia   | 8     |
| 7    | Arsen Balabekyan     | Banants   | 7     |
| 7    | Renato de Moraes     | Ararat    | 7     |
| 9    | Vital Lyadzyanyow    | Banants   | 6     |
| 9    | Henrij Mjitaryan     | Pyunik    | 6     |